# رامون مونتانير
رامون مونتانير (بالكتالونية: Ramon Muntaner)‏ هو قائد مرتزقة ومؤرخ كتالوني من العصور الوسطى ولد في سنة 1265 بيريلادا في مملكة أرغون، حارب في الشركة القطلونية تحت قيادة روجيرو دا فيوري حيث قاد فرقة الخيالة وألتي كانت تتكون مجموعة من المرتزقة الكتالان والأراغونيين وألذين عرفوا باسم الألموغافاريين. وقد تنقل مع روجيرو إلى القسطنطينية وحارب هناك ضد الأتراك لأجل مساعدة البيزنطيين. عين كمحافظ على جربة من سنة 1308 إلى سنة 1315. اشتهر أيضاً بتأليفه لمخطوطة كرونيكا وألتي احتوت على عدة معلومات عن الفرقة المرتزقة وعن التاريخ السياسي والعسكري لمملكة أرغون وإمارة كتالونيا. توفي مونتانير في سنة 1336 في إيبيزا.